# Тулсіпур
Тулсіпур (неп. तुलसीपुर उपमहानगरपालिका) — місто на південь від метрополії в районі Данг провінції Лумбіні в Непалі. За чисельністю населення це друге за чисельністю населення місто округу після Ґорахі. Його було засновано в 1992 році шляхом злиття колишніх комітетів розвитку села Тулсіпур і Амрітпур. У 2014 році його було розширено та створено комітети розвитку сіл Урахарі, Тарігауна, Паваннагара та Халвара. На момент перепису 2011 року в Непалі проживало 141 528 осіб, які проживали в 31 243 домогосподарствах.

## Історія
Штатом Тулсіпур керував одним із найбільших Талуків Ауду, Індія, який тоді включав долини Данг і Деухурі. Таким чином, він також зараховується до Baise Rajya (неп. बाइसे राज्य; 22 князівства), конфедерація на території Західного Непалу. Цивілізація Тару Сукауракот (на північному березі річки Бабай) є однією з найдавніших людських цивілізацій, яка була поширена на східну частину країни з міграцією людей цієї спільноти на схід.